# Шишпір
Шишпір (*šyšpyr д/н — 655) — 1-й іхшид (володар) Согда в 642—655 роках. Ім'я перекладається як «Розповсюдувач віри» (в давнину тотожній терміну завойовник), тому припускають, що Шишпір є тронним ім'ям. В китайських джерелах відомий як Кюе-мучжі та Шашебі.

## Життєпис
Походив з роду афшинів (правителів) «князівства» Кеш, що з 567 року були васлами Тюркського каганату. Дата приходу до влади в Кеші невідома. Шишпір ще більше зміцнив вагу Кеша як провідного міста Согдіани, оженився на доньці західнотюркського кагана Тун-Ябгу.
642 року скористався боротьбою за владу в каганату для захоплення Самарканду. Можливо це сталосямирним шляхом, оскільки Шишпір через дружину був родичем афшина Самарканду. Перетворив це місто на столицю держави. Прийняв титул іхшид, що відповідало арабському титулу малік. Підкорив також «князівства» Пандж, Маймург, Іштіхан, Кушанію, Нахшаб, зберігши їх автономію.
Зодного бокупослаблення тюрок сприяло більшій незалежності Согда, з іншою внутрішня слабкість становила загрозу. Невдовзі відправив посольство до танського імператора Лі Шиміня, номінально визнавши його зверхність. Став карбувати власні мідні монети за зразком китайських. Монетні двори розташовувалися в Самарканді й Кеші.
Наприкінці панування.у 654 році  місто Маймург зазнало нападу арабів. Помер Шишпір  655 року. Йому спадкував син Вархуман.